# Lohardaga
Lohardaga – miasto w Indiach, w stanie Jharkhand. W 2011 roku liczyło 57 411 mieszkańców.